# Cryptanthus acaulis
Cryptanthus acaulis là một loài thực vật có hoa trong họ Bromeliaceae. Loài này được (Lindl.) Beer mô tả khoa học đầu tiên năm 1856.

## Hình ảnh

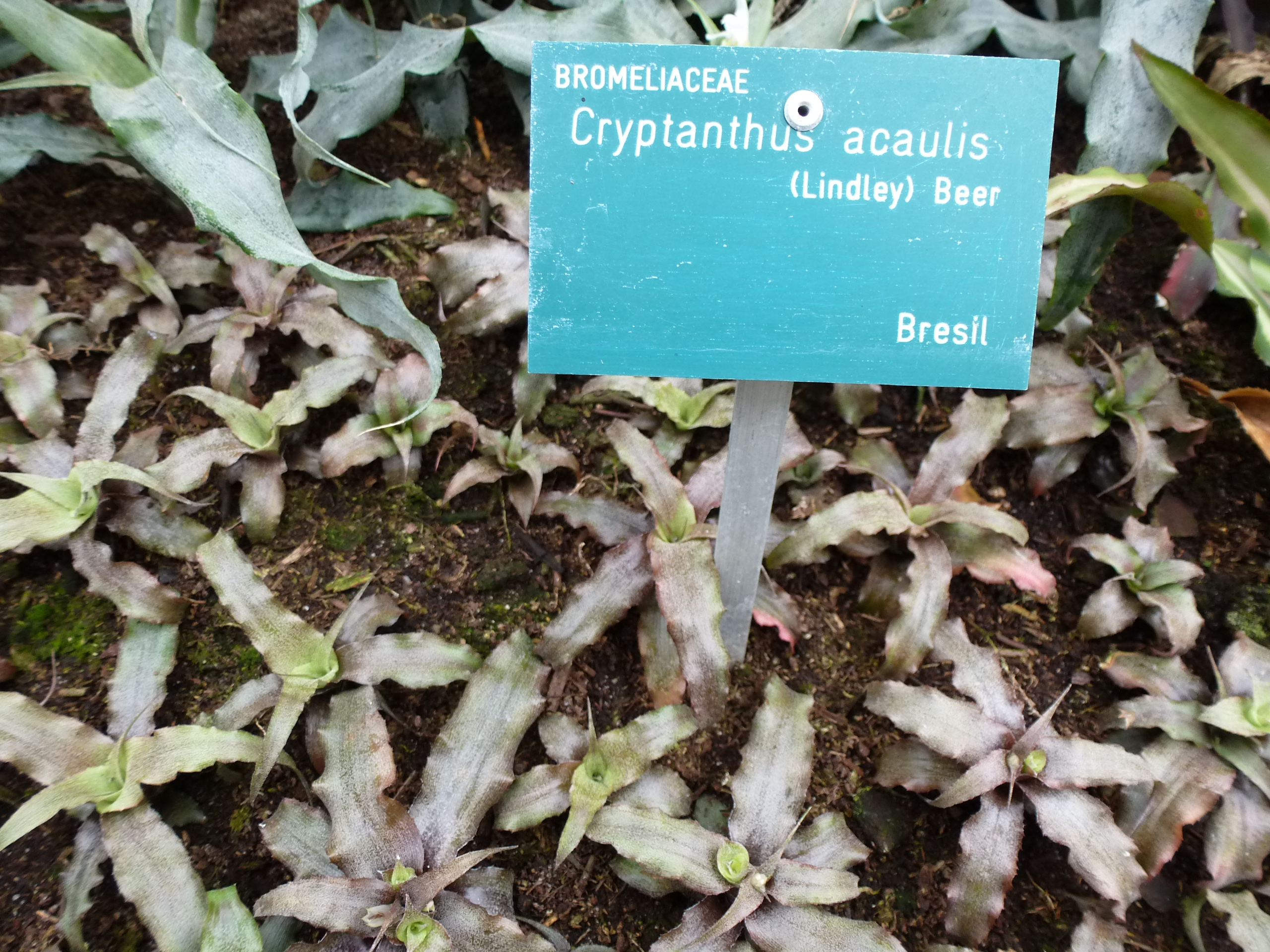
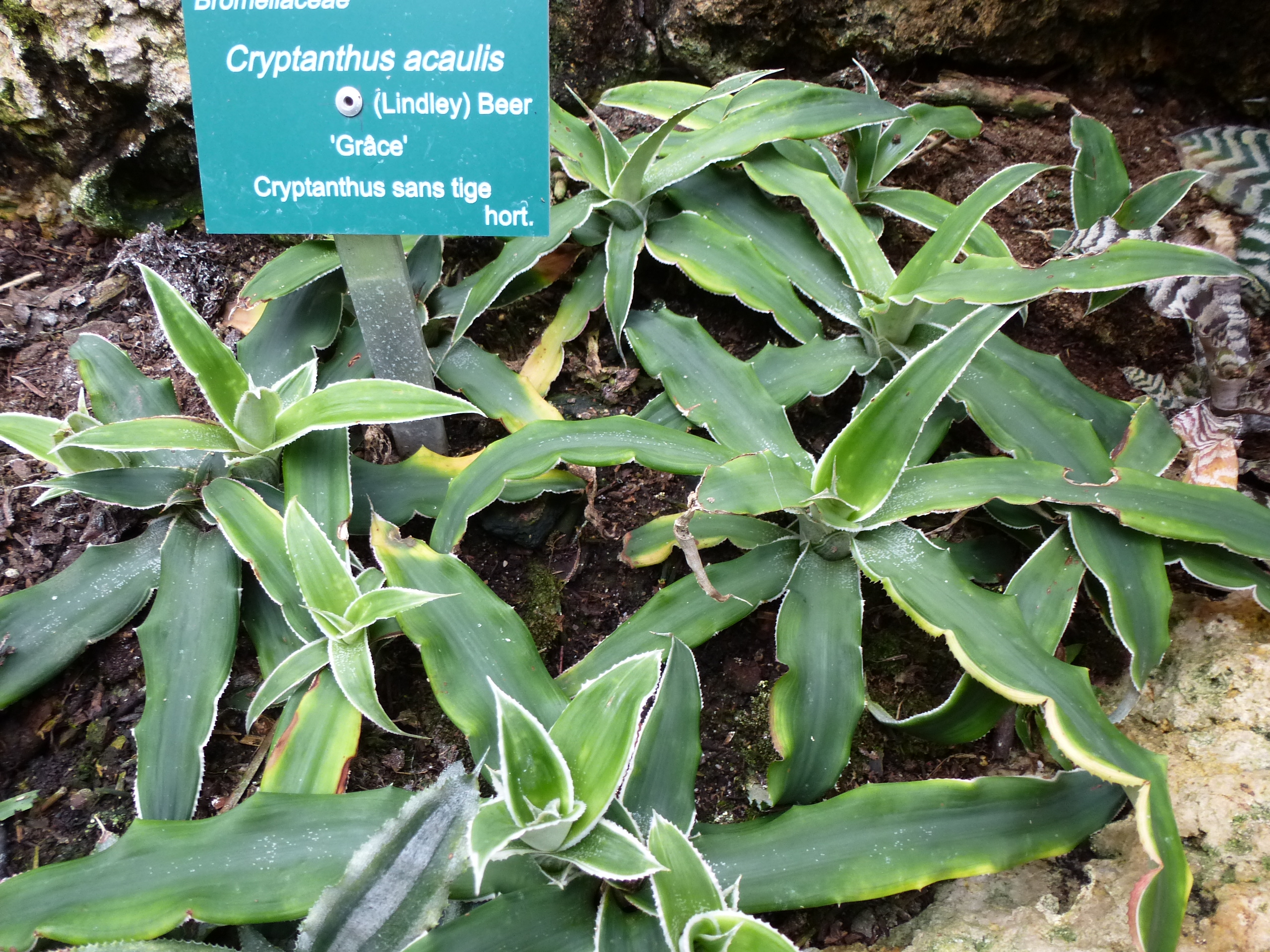
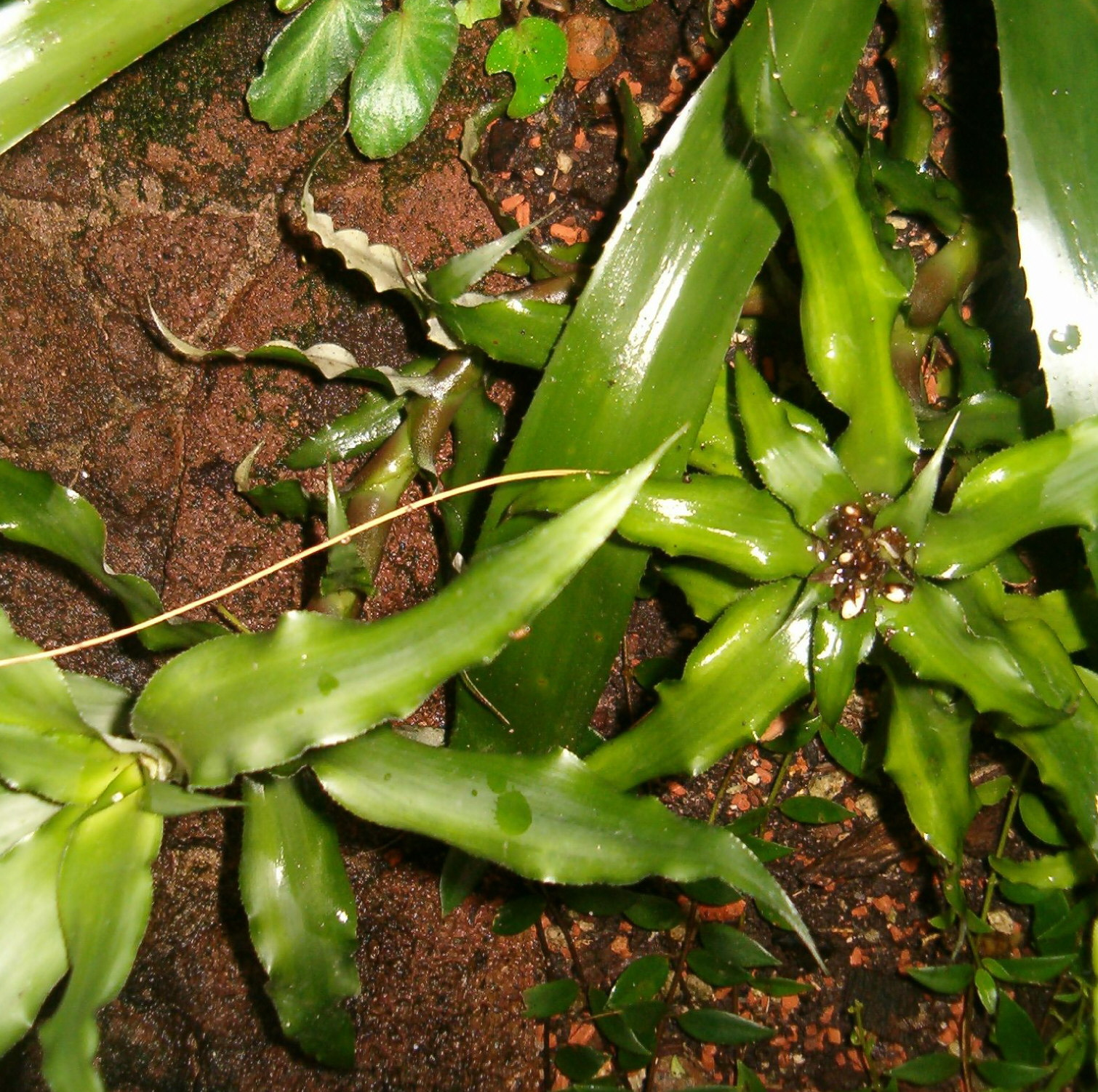
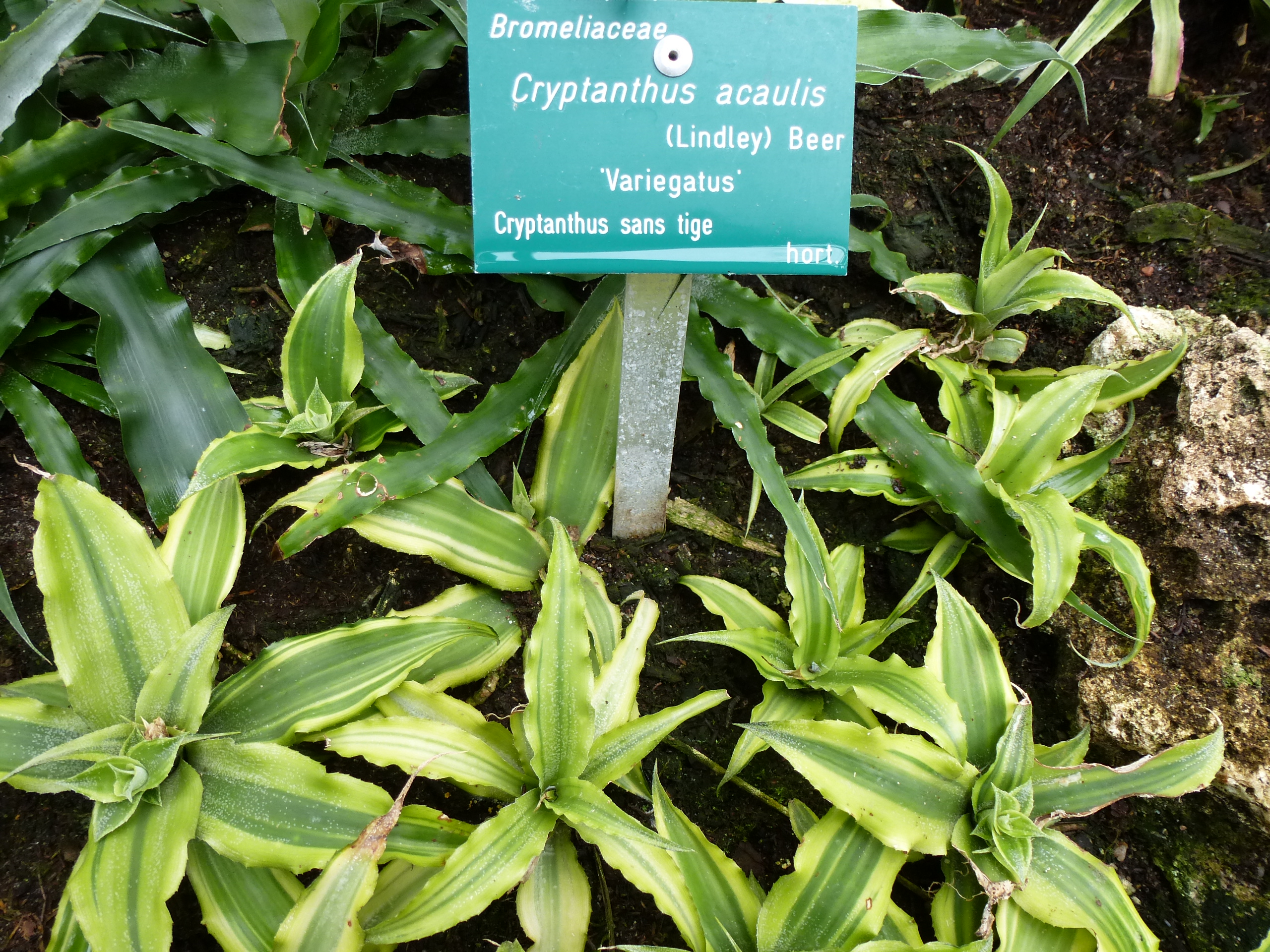